# Центральна збагачувальна фабрика «Моспинська»
47°52′47.4″ пн. ш. 38°03′32.8″ сх. д. / 47.879833° пн. ш. 38.059111° сх. д.

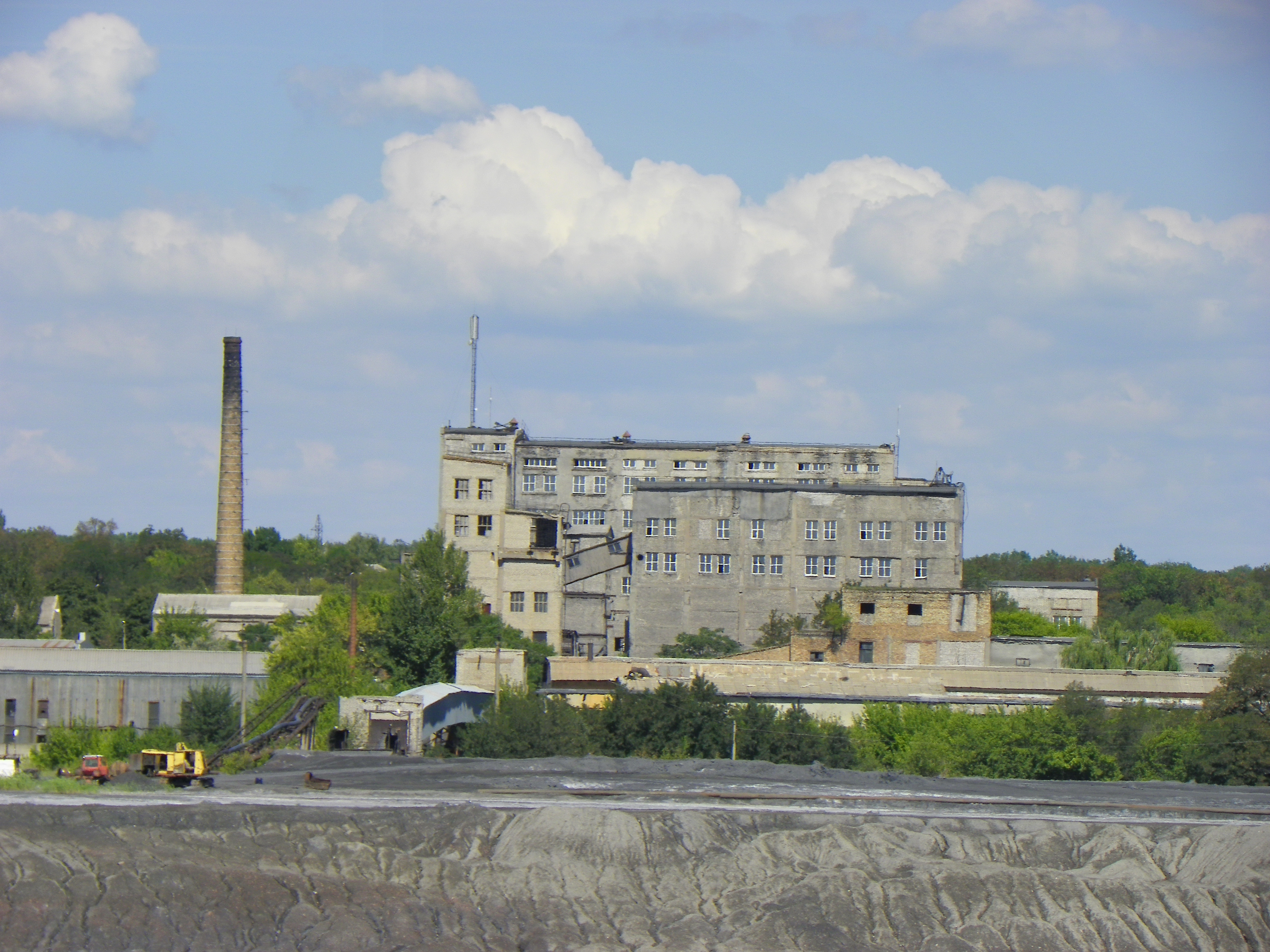
Центральна збагачувальна фабрика «Моспинська».

Центральна збагачувальна фабрика «Моспинська» — збудована за проектом «Дондіпрошахта» у 1962 році для збагачення пісного вугілля енергетичного призначення. Проектна потужність 1200 тис. тонн на рік, фактично досягнута — 2000 тис. тонн на рік.
Технологічна схема, за проектом, передбачала збагачення вугілля класу 10-250 мм у важкосередовищних колісних сепараторах з магнетитовою суспензією. В подальшому було впроваджено відсадку для збагачення вугілля класу 0,5-13 мм (1977 рік) та часткову флотацію шламів (1970 рік). Останнім часом на фабриці ведуться роботи з удосконалення технології збагачення найдрібніших класів вугілля з метою додаткового вилучення пальної маси в концентрат. Зокрема, в експериментальному порядку випробуються гвинтові сепаратори для збагачення крупнозернистого шламу.
Місце знаходження: м.Моспине-І, Донецька обл., залізнична станція Моспине;